# Tarnon
Tarnon är en fransk flod i departementet Lozère i regionen Occitanien. Den mynnar ut i floden Tarn.